# Yes-No〜シングルA面セレクション
『Yes-No〜シングルA面セレクション』（イエス・ノー～シングルA面セレクション）は、1994年1月6日に発売されたオフコース通算35作目の非監修ベスト・アルバム。

## 解説
レコード会社主導によるベスト・アルバム。
収録曲については、1stシングル「群衆の中で」以外は全て、本作以前にリリースされていたベストアルバム『OFF COURSE Singles 21 1973→1982』と重複している。
本作に収録されているシングル表題曲はすべてシングル盤と同じ音源で収録されている。

## 収録曲
| #   | タイトル                       | 作詞     | 作曲             | 編曲                       | 時間 |
| --- | ------------------------------ | -------- | ---------------- | -------------------------- | ---- |
| 1.  | 「さよなら」                   | 小田和正 | 小田和正         | オフコース                 | 4:57 |
| 2.  | 「Yes-No」                     | 小田和正 | 小田和正         | オフコース                 | 5:20 |
| 3.  | 「愛を止めないで」             | 小田和正 | 小田和正         | オフコース                 | 3:51 |
| 4.  | 「I LOVE YOU」                 | 小田和正 | 小田和正         | オフコース                 | 5:02 |
| 5.  | 「YES-YES-YES」                | 小田和正 | 小田和正         | オフコース                 | 4:19 |
| 6.  | 「時に愛は」                   | 小田和正 | 小田和正         | オフコース                 | 5:47 |
| 7.  | 「眠れぬ夜」                   | 小田和正 | 小田和正         | オフコース                 | 3:15 |
| 8.  | 「愛の中へ」                   | 小田和正 | 小田和正         | オフコース                 | 5:49 |
| 9.  | 「ロンド」                     | 鈴木康博 | 鈴木康博         | オフコース                 | 2:57 |
| 10. | 「生まれ来る子供たちのために」 | 小田和正 | 小田和正         | オフコース                 | 4:55 |
| 11. | 「風に吹かれて」               | 小田和正 | 小田和正         | オフコース                 | 4:06 |
| 12. | 「言葉にできない」             | 小田和正 | 小田和正         | オフコース                 | 6:22 |
| 13. | 「秋の気配」                   | 小田和正 | 小田和正         | オフコース                 | 3:54 |
| 14. | 「あなたのすべて」             | 小田和正 | 小田和正         | オフコース                 | 3:50 |
| 15. | 「やさしさにさようなら」       | 小田和正 | 小田和正         | オフコース                 | 3:57 |
| 16. | 「僕の贈りもの」               | 小田和正 | 小田和正         | オフコース、重実博、矢沢透 | 3:38 |
| 17. | 「群衆の中で」                 | 山上路夫 | ベティ・ディーン | 馬飼野俊一                 | 2:45 |